# Popillia kolbei
Popillia kolbei är en skalbaggsart som beskrevs av Friedrich Ohaus 1897. Popillia kolbei ingår i släktet Popillia och familjen Rutelidae. Inga underarter finns listade i Catalogue of Life.